# Copa Julio Roca 1940
Copa Julio Roca 1940 – turniej towarzyski o puchar Julio Roca odbył się po raz piąty w 1940 roku. W turnieju uczestniczyły zespoły: Brazylii i Argentyny.

## Mecze
| 5 marca Buenos Aires |  | Argentyna | 6 | - | 1 | Brazylia |

| 10 marca Buenos Aires |  | Argentyna | 2 | - | 3 | Brazylia |

| 17 marca Buenos Aires |  | Argentyna | 5 | - | 1 | Brazylia |

## Końcowa tabela
| M | Reprezentacja | L.m. | Zw. | Rem. | Por. | Bramki | R.br. | Pkt |
| 1 | Argentyna     | 3    | 2   | 0    | 1    | 13:5   | +8    | 4   |
| 2 | Brazylia      | 3    | 1   | 0    | 2    | 5:13   | -8    | 2   |

Triumfatorem turnieju Copa Julio Roca 1940 został zespół Argentyny.